# Evocatus
L'Evocatus era un militare dell'esercito romano, tenuto in servizio oltre la durata legale che tornava tra i ranghi dell'esercito per propria volontà o per ordine dei generali. Rivestivano un ruolo importante e rispettoso nella Legione romana tanto da essere chiamati in qualità di campidoctoris (istruttori) o centurioni. Molte volte entravano a far parte di unità d'élite come la guardia pretoriana, i vigiles e le coorti urbane.
Il termine poteva essere applicato anche ad un ufficiale, ma a questa pratica si faceva ricorso soprattutto con soldati che possiedono un'alta qualificazione nell'amministrazione, nella polizia, nei vigili di Roma, nei lavori di delimitazione e di architettura, o nei settori dell'approvvigionamento e soprattutto delle esercitazioni. Essi provenivano per lo più dal pretorio o dagli Equites singulares (in questo caso si chiamavano euocati Augusti), a volte da una legione, come nel caso di un certo Quinto Erennio o di altri miles ancora. In alcuni casi si trattava di veterani richiamati in servizio attivo, per gravi crisi, come nel caso delle guerre marcomanniche della fine del II secolo, al tempo dell'Imperatore Marco Aurelio.
Un altro esempio di evocatus può essere il caso di un certo Marco Vibennio, il quale servì per 21 anni nelle file dell'esercito romano, vivendo fino a 38 anni, e prestando così servizio oltre la normale ferma militare di 16-20 anni.